# Nabłonek barwnikowy tęczówki

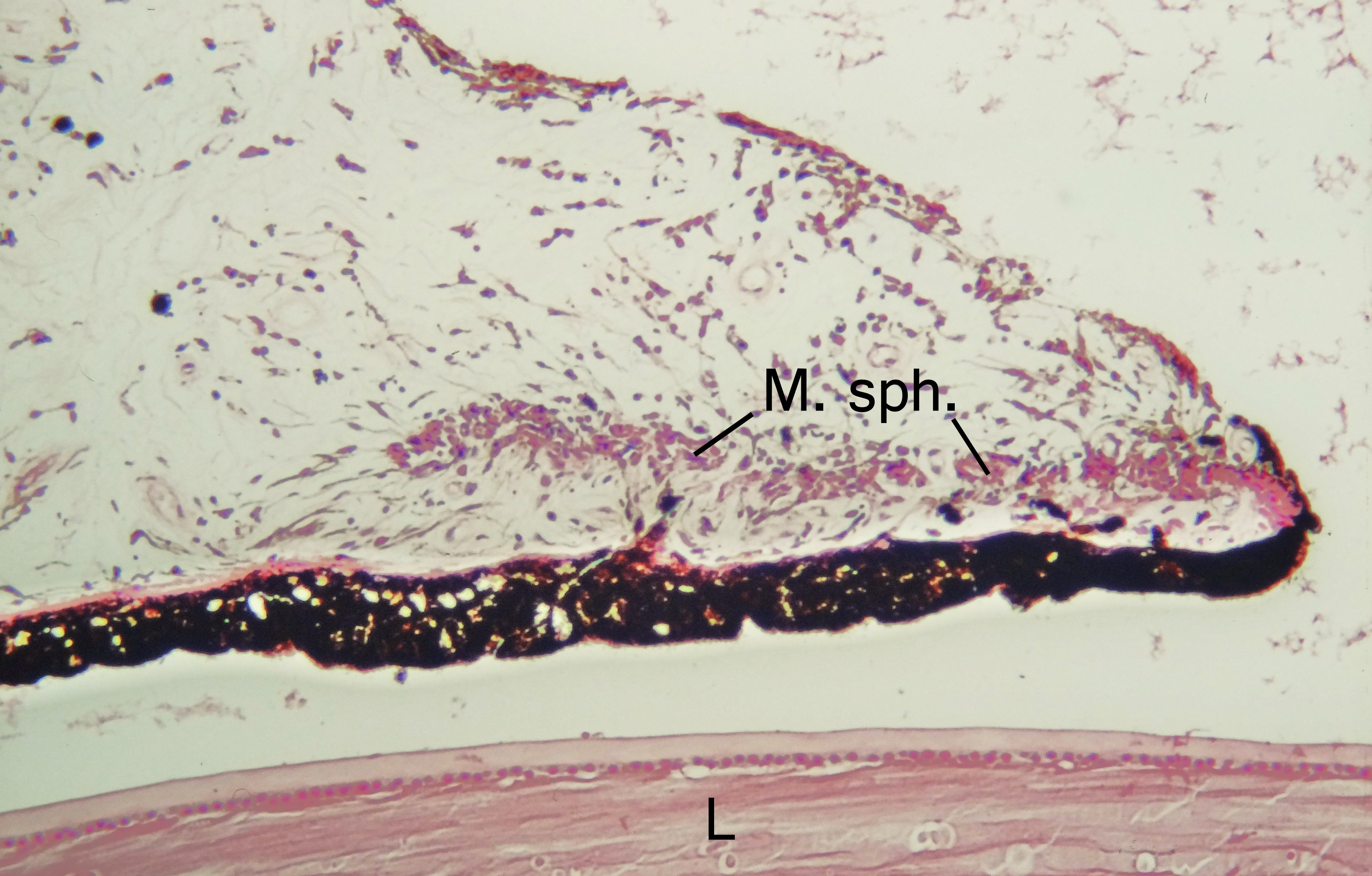
Obraz mikroskopowy przedstawiający hitologię tęczówki i sąsiednich struktur anatomicznych. U dołu widać soczewkę, oznaczoną literą L. Ponad nią widać komórki mięśnia zwieracza źrenicy i zrąb tęczówki. Nabłonek barwnikowy znajduje się na tylnej jej stronie, sąsiadując z komorą tylną gałki ocznej.

Nabłonek barwnikowy tęczówki (łac. epithelium pigmentosum) – tkanka nabłonkowa pokrywająca tylną powierzchnię tęczówki. Jest to jedna z czterech struktur anatomicznych, na które dzieli się tęczówkę. Prócz nabłonka barwnikowego są to mięśnie zwieracz źrenicy oraz jej rozwieracz, zrąb tęczówki, jak też blaszka brzeżna przednia tęczówki.
Nabłonek barwnikowy tęczówki wyściela tylną powierzchnię tęczówki, odgradzając ją od komory tylnej gałki ocznej, wypełnionej cieczą wodnistą. Oglądana bezpośrednio, jest to powierzchnia gładka, ciemnobrunatnej barwy. Nabłonek budują dwa rzędy komórek zasobnych w barwnik, określane mianami warstwy przedniej i tylnej. Tworzą one czarną powłokę tęczówki. Powłoka ta jako barwnikowy brzeżek tęczówki wystaje nieznacznie za brzeg źreniczny (otaczający źrenicę, a więc stanowiący wewnętrzne odgraniczenie tęczówki). Przednia warstwa opisywanego nabłonka uznawana jest za przedłużenie nabłonka barwnikowego siatkówki. Warstwę tę budują komórki wrzecionowatego kształtu, płaskie. Ich wrzecionowate wypustki uległy częściowej przemianie w kierunku komórek mięśniowych. Tworzą one mięsień rozwieracz źrenicy. Powoduje to ścisły związek tej warstwy komórek z rzeczonym mięśniem. Natomiast warstwa tylna stanowi kontynuację samej siatkówki i dlatego też używa się w stosunku do niej określenia część tęczówkowa siatkówki (pars iridica retinae). Tworzą ją wielobocznego kształtu komórki charakteryzujące się niewielkim, okrągłym jądrem komórkowym; komórki te są dość duże.
Nie licząc przypadków albinizmu, polegającego na braku pigmentu, obie warstwy nabłonka barwnikowego tęczówki są bardzo bogate w barwnik. Niesie to za sobą pewne trudności, jeśli chodzi o mikroskopię. Mianowicie duża ilość barwnika utrudnia odróżnienie od siebie poszczególnych komórek, a nawet obu warstw nabłonka tęczówki. W rezultacie, aby dokonać obserwacji mikroskopowej tego nabłonka, należy uprzednio odbarwić go. Pomimo takiego wyglądu obie warstwy nie są ze sobą mocno połączone i można rozdzielić je bez większych problemów, używając do tego choćby pędzelka.
Nabłonek barwnikowy ma znaczenie dla koloru oczu, oprócz pigmentu, skupionego w ziarnach w obrębie melanocytów. Bardziej jednak na barwę oczu wpływa ilość pigmentu rozmieszczonego w przedniej warstwie zrębu tęczówki.